# Pareronia
Pareronia es un género de mariposas de la familia Pieridae (subfamilia Pierinae, tribu Colotini). Incluye 13 especies y 34 subespecies, que se distribuyen por Filipinas, Sikkim, Assam, Birmania, Nueva Guinea, Ceilán, India, Buru, Palawan, Sulawesi, Java, Nias, Lombok, Sumbawa, Hainan y China.

## Especies
- Pareronia argolis (C. & R. Felder, 1860)
- Pareronia avatar (Moore, 1858)
- Pareronia aviena (Fruhstorfer, 1910)
- Pareronia boebera (Eschscholtz, 1821)
- Pareronia ceylanica (C. & R. Felder, 1865)
- Pareronia jobaea (Boisduval, 1832)
- Pareronia nishiyamaii (Yata, 1981)
- Pareronia paravatar (Bingham, 1907)
- Pareronia phocaea (C. & R. Felder, 1861)
- Pareronia tritaea (C. & R. Felder, 1859)
- Pareronia valeria (Cramer, 1776)
- Pareronia hippia (Fabricius, 1787)
- Pareronia chinki (Joicey & Noakes, 1915)